# Dansk Nordisk Front
 Der er for få eller ingen kildehenvisninger i denne artikel, hvilket er et problem. Du kan hjælpe ved at angive troværdige kilder til de påstande, som fremføres i artiklen.

Dansk Nordisk Front var et dansk nationalsocialistisk parti stiftet 1940 og nedlagt samme år.
Dansk Nordisk Front blev som flere andre småpartier opslugt af Den Nationale Blok (DNB) i 17. oktober 1940. Den 25. juli 1942 gik DNB ind i den nye partisammenslutning "Den Nationale Aktion".
Dansk Nordisk Fronts leder var konstruktør og tidligere OL-deltager på maraton Hans Orla Emil Olsen, der havde været sysselleder i Danmarks Nationalsocialistiske Arbejderparti, men havde meldt sig ud, fordi han var imod, at partiet var afhængigt af en bestemt udenlandsk magt.